# هرکول (فیلم ۲۰۱۴)
هرکول (به انگلیسی: Hercules) یک فیلم اکشن و ماجراجویی آمریکایی به کارگردانی برت رتنر با بازی دواین جانسون، یان مک‌شین، روفوس سوئل، جوزف فینز، جان هارت و ایرینا شایک است که در ۲۵ ژوئیه ۲۰۱۴ اکران سینمایی شد.
این فیلم با کسب ۲۴۴ میلیون دلار با بودجه ۱۰۰ میلیون دلاری به یک موفقیت در باکس آفیس تبدیل شد و نقدهای متفاوتی از سوی منتقدان دریافت کرد و برخی از عملکرد جانسون و سکانس‌های اکشن آن را تحسین کردند.

## داستان
هرکول یک انسان قدرتمند است که به دلیل مبارزات زیاد و خاصی که داشته به عنوان پسر خدا در بین مردم شناخته می‌شود ولی خود این مورد را باور ندارد و به دلیل قتل فرزندان و همسر خود در زمان مستی از آتن اخراج شده است. هرکول به مزدوری تبدیل شده است که برای طلا برای هر پادشاهی خدمت می کند. اما به زودی متوجه می‌شود که فقط خود اوست که فرزند خدایان بودن را قبول ندارد...

## بازیگران
- دواین جانسون در نقش هرکول، پهلوان یونانی پسر زئوس
- ایان مک‌شین در نقش آمفیاروس پیشگو
- جان هرت در نقش کوتیس، پادشاه تراس
- روفوس سیول
- اکسل هنی در نقش تودئوس
- اینگری بولسه بردال در نقش آتالانته[۳]
- ریس ریچی در نقش یولائوس
- جوزف فاینز
- توبیاس سانتلمن[۴]
- پیتر مولان[۵]
- ربکا فرگوسن
- جو اندرسون[۶] در نقش فینئوس
- استیو پیکوک [۷]
- ایرینا شایک در نقش مگارا[۸]
- کارولینا اسزیمکگاک در نقش آلکمنه
- تامینا اسنوکا[۹]
- باربارا پالوین در نقش آنتیماشه[۱۰][۱۱]